# オーミクス

ゲノミクスを図示したダイアグラム

オーミクス（英語: omics）は、「研究対象＋omics」という名称を持つ生物学の研究分野の非公式な総称である。例えば、名称の前半部分の研究対象が遺伝子（gene）の場合は、ゲノミクス（genomics=gene+omics）という研究分野がこれに当たる。最初のオーミクスであるゲノミクスからの連想で、トランスクリプトミクス（transcriptomics=transcript+omics)、 プロテオミクス（proteomics=protein+omics)、メタボロミクス（metabolomics=metabolite+omics）など様々なオーミクスが提唱されるようになった。
オーミクスは、生命の様々な層（クラスター）に存在する大量の生物学的情報の相互作用や機能を解析する科学・工学分野である。オーミクスは、生物や生物の構造、機能、ダイナミックに変換する生体分子の集合体の特性評価と定量化を目的としている。主な焦点となっている分野は以下の通りである。1）遺伝子、タンパク質、リガンドなどの情報のマッピング、2）物質間の相互作用関係の網羅的解析、3）制御機構の理解と操作のためのネットワークと物質の工学、4）様々なオミクスのサブフィールドの統合。

## 語源
オーミクスは、ギリシャ語の「すべて・完全」などを意味する接尾辞（ome）に「学問」を意味する接尾辞( ics）を合成した言葉である。

## "ome"の例
- ゲノム（genome）は生物体内（組織・細胞内）に存在する遺伝子（もしくは染色体）の総体を指す。
- トランスクリプトーム（transcriptome）は生物体内に存在する一次転写産物（すなわちmRNA）の総体を指す。
- プロテオーム（proteome）は生物体内に存在するタンパク質の総体を指す。
- グライコーム（glycome）は生物体内に存在する糖（炭水化物）の総体を指す。
- リピドーム（lipidome）は生物体内に存在する脂質の総体を指す。
- メタボローム（metabolome）は生物体内に存在する代謝物質の総体を指す。
- フィジオーム（physiome）は生命・生体における生理機能の総体を指す。
- フェノーム（phenome）は生命・生体における表現型の総体を指す。
- バイオーム（biome）は生物群集の総体を指す。

## "omics"の例
ゲノミクス
生物のゲノムの研究分野
認知ゲノミクス
遺伝子によって、認知機能がどう変わるかに関する研究分野
比較ゲノミクス
異なる生物種または系統間のゲノム構造および機能に関わる研究分野
機能ゲノミクス
遺伝子とタンパク質の機能と相互作用に関わる研究分野（しばしばトランスクリプトミクスを用いる）
メタゲノミクス
メタゲノム、すなわち環境試料から直接回収された遺伝物質の研究分野
パーソナルゲノミクス
個人のゲノムの配列決定および分析に関する研究分野。 その個人の遺伝子型がわかると、その人の、形質や、疾患リスクの可能性を判定することができる。オーダーメイド医療に役立つ。
エピゲノミクス
遺伝物質へのエピジェネティクスな修飾の総合的な研究分野
プロテオミクス
タンパク質、特にその構造と機能についての大規模な研究分野。質量分析技術が使用される。 
免疫プロテオミクス
免疫応答に関与する大量のタンパク質（プロテオミクス）の研究分野
ニュートリプロテオミクス
食事の栄養成分と非栄養成分を分子レベルで特定する研究分野
プロテオゲノミクス
プロテオミクスとゲノミクスを融合した生物学の新たな研究分野。 遺伝子アノテーションにプロテオミクスのデータが使用される。
構造ゲノミクス
実験的アプローチとモデリングアプローチを組み合わせ、ゲノムにコードされるすべてのタンパク質の3次元構造についての研究分野
リピドミクス
脂質の代謝経路とネットワークを大規模に解析する研究分野。 質量分析技術が使用される。
Foodomics
消費者の安心、健康、知識を向上させるために、高度な技術の応用と統合を通じた、食品と栄養に関して研究する分野。
トランスクリプトミクス
トランスクリプトームの構造と機能の研究。トランスクリプトームとは、細胞で産生されたmRNA、rRNA、tRNA、およびその他の非コードRNAを含む、すべてのRNA分子のセットのこと。
メタボロミクス
代謝産物を含む化学プロセスの科学的研究。これは、特定の細胞の挙動が残す特有の化学的フィンガープリントの系統的研究であり、その小分子代謝物の総体の研究分野。
メタボノミクス
病態生理学的刺激または遺伝的改変に対しての、生体システムのダイナミックに変動する代謝応答の研究分野。
栄養ゲノミクス
ヒトゲノムと栄養と健康との関係についての研究分野。
Nutrigenetics
食生活と健康との相互作用に遺伝的変異が及ぼす影響を研究し、感受性のサブグループへの影響を研究する。
Nutrigenomics
遺伝子発現に及ぼす食物および食品構成要素の影響の研究。ゲノム、プロテオーム、メタボロームに対する栄養素の影響を研究する分野。
薬理ゲノミクス（ゲノム薬理学）
薬物に対する、すべてのヒトゲノム内の変異の影響を調べる研究分野。
Pharmacomicrobiomics
薬物に対するヒトマイクロバイオーム内の変異の影響を調べる研究分野。
Toxicogenomics
有害物質に反応する生物の特定の細胞または組織において、遺伝子発現およびタンパク質活性に関しての研究分野。
サイコゲノミクス
正常な行動の生物学的基質および行動異常として現れる脳の疾患のより良い理解を得るために、ゲノミクスおよびプロテオミクスの強力なツールを適用する研究分野。例えば、 薬物依存症の研究にサイコゲノミクスを適用することの究極の目標は、これらの障害のための、より効果的な治療法、客観的な診断ツール、予防措置、そして最終的には、治療法を開発することである。
幹細胞ゲノミクス
ヒトの生物学および病状を理解し、最終的に臨床への応用を進めるための主要なモデルシステムとして幹細胞を樹立することを目指す研究分野
コネクトミクス
コネクトームについての研究分野。コネクトームとは、脳におけるニューロンの結合のすべて。
マイクロバイオミクス
動物の消化管に生息する微生物群（マイクロバイオーム）のゲノムの研究分野